# مفاغرة مرارية معوية
المفاغرة المرارية المعوية أو التفميم المراري المعوي أو التفميم المراري بالأمعاء (بالإنجليزية: Cholecystenterostomy)‏ هي إجراء جراحي يتم فيها ضم المرارة إلى الأمعاء الدقيقة. يتم تنفيذ هذه العملية من أجل السماح لتمرير الصفراء من الكبد إلى الأمعاء عندما يتم انسداد القناة الصفراوية المشتركة من قبل عائق.